# Power Management Bus
Power Management Bus (PMBus) er en variant af System Management Bus (SMBus), der er målrettet digital forvaltning af strømforsyninger. Ligesom SMBus er bussen en relativ lavhastigheds toleder kommunikationsprotokol baseret på I²C. I modsætning til I²C-standarderne, definerer PMBus et betydeligt antal domænespecifikke kommandoer i stedet for kun at specificere kommunikationskommandoer.